# 1-cloro-3,3-dimetilbutano
El 1-cloro-3,3-dimetilbutano, también llamado cloruro de neohexilo y cloruro de 3,3-dimetilbutilo, es un compuesto orgánico de fórmula molecular C6H13Cl. Es un haloalcano de seis átomos de carbono y un átomo de cloro, isómero del 1-clorohexano.

## Propiedades físicas y químicas
A temperatura ambiente, el 1-cloro-3,3-dimetilbutano es un líquido cuyo punto de ebullición es 117 °C. Su punto de fusión es -35 °C, siendo este valor estimado.
Posee una densidad inferior a la del agua, ρ = 0,867 g/cm³.
El valor del logaritmo de su coeficiente de reparto, logP = 3,26, denota que es mucho más soluble en disolventes apolares que en disolventes polares. Así, en agua es muy poco soluble, apenas 115 mg/L.

## Síntesis
En general, el 1-cloro-3,3-dimetilbutano se elabora a partir de cloruro de terc-butilo y etileno con cloruro de aluminio como catalizador a bajas temperaturas, entre -15 °C y -30 °C.
Otra vía de síntesis de este cloroalcano es por alquilación de 1-cloro-2-metilpropano con etileno en presencia de cloruro de aluminio.

## Usos
El neohexeno (3,3-dimetil-1-buteno) se puede preparar a partir del 1-cloro-3,3-dimetilbutano. Esta síntesis se puede hacer con acetato de potasio en presencia de ácido acético a 180 - 200 °C y 22 atm de presión para obtener el éster de ácido acético correspondiente; posteriormente se escinde este a 500 °C para obtener neohexeno y ácido acético.
Dicha conversión también se puede hacer empleando éter dietilenglicol-n-butil-terc-butílico e hidróxido potásico a 220 °C; en vez del citado éter cabe utilizar n-butildiglicol o n-butiltriglicol.
Por otra parte, el 1-cloro-3,3-dimetilbutano puede emplearse en la producción de polímeros de isobutileno, que tienen aplicación como materiales para fabricación de resinas de fraguado por luz, radiación ultravioleta o radiación de electrones, compuestos de sellado para electrónica y construcción, y adhesivos.